# Monastyr Ćelije
Monastyr Ćelije (serb. Манастир Ћелије) – żeński monaster Serbskiej Cerkwi Prawosławnej, znajdujący się 6 km na południowy zachód od Valjeva, w kotlinie na lewym brzegu rzeki Gradac, w pobliżu wsi Lelić.
Obok monasteru znajduje się niewielka cerkiew Świętych Archaniołów Michała i Gabriela.
W klasztorze żył święty archimandryta Justyn (Popović) (1894–1979). Po jego śmierci, zgodnie z jego ostatnią wolą, rozpoczęto przed monastyrem budowę nowej, większej świątyni.